# Facultad de Farmacia (Universidad de Sevilla)
La Facultad de Farmacia de la Universidad de Sevilla (España) se encuentra situada desde 1982 en el exterior del Campus Universitario de Reina Mercedes.

## Descripción
Anteriormente se hallaba en los edificios de la antigua Fábrica de Tabacos. En 1994 se amplió con nuevas aulas incluidas en un anexo, y en 2001 con varios laboratorios situados en la primera y segunda planta del antiguo edificio de la Escuela Técnica Superior de Ingenieros Industriales.
En la actualidad cuenta con 2.184 alumnos, 340 de los cuales son de nuevo ingreso. Asimismo, la Facultad está provista de 224 profesores divididos en 12 Departamentos.
El color oficial de la Facultad es el morado (Art. 9.º Decreto 7 de julio de 1944, BOE 4 de agosto de 1944) y su patrona es la Virgen Inmaculada Concepción (8 de diciembre) (Art 8.º Decreto 7 de julio de 1944, BOE 4 de agosto de 1944).
La decana en la actualidad (2018) es la Dra. Dña. María Álvarez de Sotomayor Paz